# 台中市公車153路
台中市公車153路主線目前行駛自高鐵臺中站到谷關，副線目前行駛自文心第二市政大樓到谷關，區間目前行駛自高鐵臺中站到東勢高工，延駛目前行駛自高鐵臺中站到八仙山森林遊樂區，為台中市公車新幹線，台中市區沿線並非沿途停靠，僅停靠部分站牌，主要行駛於國道一號、國道四號、豐勢路與東關路，由豐原客運營運。
新幹線公車車身皆有該路線意象，153路之意象為「谷關溫泉區」。

## 歷史
- 2013年7月1日：通車。[9][10][11][12][13]
- 2014年3月1日：主線及副線公車皆增加停靠「社寮角」、「梅子」、「下土牛」、「新盛里」、「尾社」、「下城里」、「上城里」、「慶福里」、「和平衛生所」、「南勢」、「大道院」、「裡冷」等招呼站。
- 2014年6月18日：完成安裝Wi-Fi。[14]
- 2014年7月1日：153路副線（高鐵臺中站－谷關）增加停靠「第六分局（市政路）」、「市政惠文路口」等招呼站。
  - 增加班次及調整部份時刻
  - 153路主線與153路副線，原新盛里站更名為「新盛里（東勢高工）」。
- 2014年9月8日：主線及副線公車皆增停「詒新」、「上段」、「和平國小」、「下白鹿」、「十文溪」等站位。
- 2014年11月16日：主線及副線公車皆增停「馬鞍壩」。
- 2015年1月19日：主線及副線皆延駛至「谷關溫泉飯店」，其路線名稱不變。
  - 153路主線及153路副線增停「德興里」、「東關福山路口」、「成功新村」等站。
- 2015年3月16日：「谷關溫泉飯店」站位裁撤。
- 2015年6月15日：主線及副線皆增停「朴子口」、「民安」、「埤頭」。
  - 試辦153路區間車（高鐵臺中站－東勢高工）路線。
- 2015年8月1日：正式新增153區（高鐵臺中站－東勢高工）。[15]
- 2015年9月7日：調整路線編號。
  - 153路（高鐵臺中站－谷關）
  - 153路副線（新市政中心－谷關）
  - 主線、副線、區間車皆增加停靠「 岡尾」、「九房厝」、「新豐冷凍」、「明山寺」、「連厝」、「東勢游泳池」（單邊設站，往東勢高工、谷關方向）、「石角口」。
  - 主線、副線皆增加停靠「三鑫公司」、「頭汴角」、「下段」、「水簡頭」、「東關湖楓路口」、「老楓樹下」、「楓樹下」、「大同橋」、「燥坑」、「和合」、「東關和榮路口」、「外和平」、「白鹿橋頭」、「鐵線橋頭」、「天輪」、「天輪新村」、「土場」、「下博愛」、「博愛」、「中麗陽」、「上麗陽」等站位。
- 2015年11月9日：153區高鐵臺中站端19:35班次，改為每週五、週六、週日發車。
- 2015年12月14日：調整主線、副線及區間車往東勢高工、谷關方向之東勢站下客站位置，原豐原客運東勢站為下客站，改至東勢區公所對面站牌。[16]
- 2016年1月1日：主線、副線及區間車往東勢高工、谷關方向之「朝馬（臺灣大道）」裁撤，並增停「朝馬2（臺灣大道）」（單邊設站，往東勢高工、谷關方向）。
- 2019年7月12日：（含副線）增設「上城街口」。
- 2019年10月1日：（含區間車）調整部分班次發車時刻。
- 2020年7月15日：新增153延「高鐵臺中站—八仙山森林遊樂區」。[17]
- 2020年8月10日：「市警局」更名為「文心第二市政大樓」。
- 2024年7月10日：調整發車時刻。[18]
- 2024年9月16日：於東勢區增設「東興宮」站。
- 2025年3月31日：於和平區增設「沙蓮巷口」站。

## 路線基本資料

### 主線
主線往谷關共90站，往高鐵臺中站共90站。
主線自高鐵臺中站起，沿烏日區站區二路、西屯區市政路、文心路二段、臺灣大道三段，上臺中交流道後接到豐原端，行駛豐原區豐勢路、石岡區豐勢路、東勢區豐勢路、東關路、和平區東關路三段、東關路二段、東關路一段抵達谷關。
- 時刻表僅供參考，請以豐原客運網站公告為準，時刻表更新日期為2025年4月30日。

| 台中市公車153路平/假日時刻表 | 台中市公車153路平/假日時刻表 | 台中市公車153路平/假日時刻表 | 台中市公車153路平/假日時刻表 |
| ---------------------------- | ---------------------------- | ---------------------------- | ---------------------------- |
| 高鐵臺中站開時刻             | 高鐵臺中站開備註             | 谷關開時刻                   | 谷關開備註                   |
| 07:30                        | -                            | 05:50                        | -                            |
| 09:10                        | -                            | 06:30                        | -                            |
| 11:00                        | -                            | 08:30                        | -                            |
| 13:00                        | -                            | 10:30                        | -                            |
| 14:00                        | -                            | 11:30                        | -                            |
| 15:30                        | -                            | 13:00                        | -                            |
| 16:50                        | -                            | 14:30                        | -                            |
| 17:30                        | -                            | 15:30                        | -                            |
| 19:15                        | -                            | 16:00                        | -                            |
| 20:50                        | -                            | 18:00                        | -                            |
| -                            | -                            | 20:30                        | -                            |

### 延駛路線
延駛八仙山森林遊樂區往94站，往高鐵臺中站94站。
延駛自高鐵臺中站起，路線與主線相同，經過谷關後，迴轉東關路一段、前往八仙山林道抵達八仙山森林遊樂區。
| 台中市公車153延平/假日時刻表 | 台中市公車153延平/假日時刻表 | 台中市公車153延平/假日時刻表 | 台中市公車153延平/假日時刻表 |
| ---------------------------- | ---------------------------- | ---------------------------- | ---------------------------- |
| 高鐵臺中站開時刻             | 高鐵臺中站開備註             | 八仙山森林遊樂區開時刻       | 八仙山森林遊樂區開備註       |
| 09:35                        | -                            | 13:15                        | -                            |

### 副線
副線往谷關共85站，往文心第二市政大樓共85站。
副線自文心第二市政大樓起，沿西屯區文心路二段、臺灣大道三段行駛，上臺中交流道後接到豐原端，行駛豐原區豐勢路、石岡區豐勢路、東勢區豐勢路、東關路、和平區東關路三段、東關路二段、東關路一段抵達谷關。
| 台中市公車153副平/假日時刻表時刻表 | 台中市公車153副平/假日時刻表時刻表 | 台中市公車153副平/假日時刻表時刻表 | 台中市公車153副平/假日時刻表時刻表 |
| ---------------------------------- | ---------------------------------- | ---------------------------------- | ---------------------------------- |
| 文心第二市政大樓開時刻             | 文心第二市政大樓開備註             | 谷關開時刻                         | 谷關開備註                         |
| 06:00                              | -                                  | 22:00                              | -                                  |

### 區間車
區間車往東勢高工共36站，往高鐵臺中站共36站。
區間車自高鐵台中站起，沿烏日區站區二路、西屯區市政路、文心路二段、臺灣大道三段，上臺中交流道後接到豐原端，行駛豐原區豐勢路、石岡區豐勢路、東勢區豐勢路、東關路抵達東勢高工。
| 台中市公車153區間車平日時刻列表 | 台中市公車153區間車平日時刻列表 | 台中市公車153區間車平日時刻列表 | 台中市公車153區間車平日時刻列表 |
| ------------------------------- | ------------------------------- | ------------------------------- | ------------------------------- |
| 高鐵臺中站開時刻                | 高鐵臺中站開備註                | 東勢高工開時刻                  | 東勢高工開備註                  |
| 06:30                           | -                               | 06:35                           | -                               |
| 08:00                           | -                               | 07:40                           | -                               |
| 09:20                           | -                               | 08:00                           | -                               |
| 10:30                           | -                               | 11:00                           | -                               |
| 12:15                           | -                               | 13:00                           | -                               |
| 14:15                           | -                               | 14:00                           | -                               |
| 16:00                           | -                               | 16:30                           | -                               |
| 18:00                           | -                               | 17:30                           | -                               |
| 18:30                           | -                               | 20:10                           | -                               |
| 21:50                           | -                               | -                               | -                               |

| 台中市公車153區間車例假日及寒暑假時刻列表 | 台中市公車153區間車例假日及寒暑假時刻列表 | 台中市公車153區間車例假日及寒暑假時刻列表 | 台中市公車153區間車例假日及寒暑假時刻列表 |
| ----------------------------------------- | ----------------------------------------- | ----------------------------------------- | ----------------------------------------- |
| 高鐵臺中站開時刻                          | 高鐵臺中站開備註                          | 東勢高工開時刻                            | 東勢高工開備註                            |
| 06:30                                     | -                                         | 06:35                                     | 寒暑假週一至週五行駛                      |
| 08:00                                     | 寒暑假週一至週五行駛                      | 07:40                                     | -                                         |
| 09:20                                     | -                                         | 08:00                                     | -                                         |
| 10:30                                     | -                                         | 11:00                                     | -                                         |
| 12:15                                     | -                                         | 13:00                                     | -                                         |
| 14:15                                     | -                                         | 14:00                                     | -                                         |
| 16:00                                     | -                                         | 16:30                                     | -                                         |
| 18:30                                     | -                                         | 17:30                                     | -                                         |
| 21:50                                     | -                                         | 20:10                                     | -                                         |

### 停站
- 參見右側站牌路線圖。[19]
- 路線圖更新時間為2025年4月30日。

### 主線車輛
- 605-FX~615-FX(Hino RK8JRSA[唐榮單門]市區遊覽車)
- 701-FX~703-FX(Hino RK8JRSA[鉅巃雙門]四排座公車)
- 711-U8~722-U8(Sunwin SWB6127[唐榮單門]申沃低底盤)

### 副線車輛
由主線車輛支援。

### 收費
- 依里程計費。
- 里程計費說明：
  - 基本里程：8公里。
  - 基本里程票價全票20元、半票11元。
  - 超過基本里程（8公里）計費方式：
    - 全票=[2.431 x 搭乘里程數x (1+5%營業稅)] （四捨五入）
    - 半票=[2.431 x 搭乘里程數x (1+5%營業稅)] x 50% （四捨五入）

  - 兒童、老人、身心障礙者及其陪伴者依規定半票收費。

|}

## 圖片集

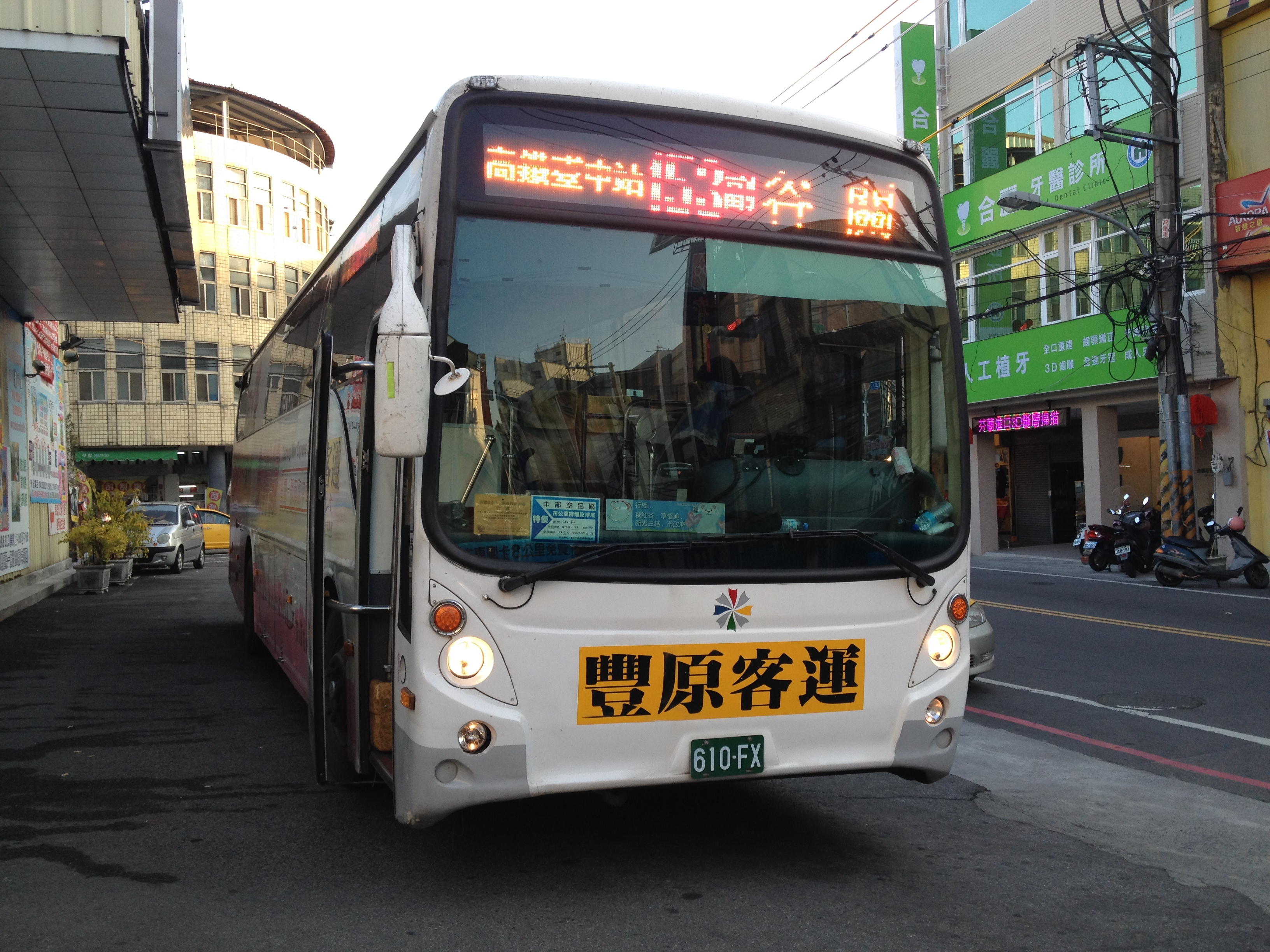
台中市公車153路副線（高鐵臺中站－谷關區間）（現今為153主線區間）
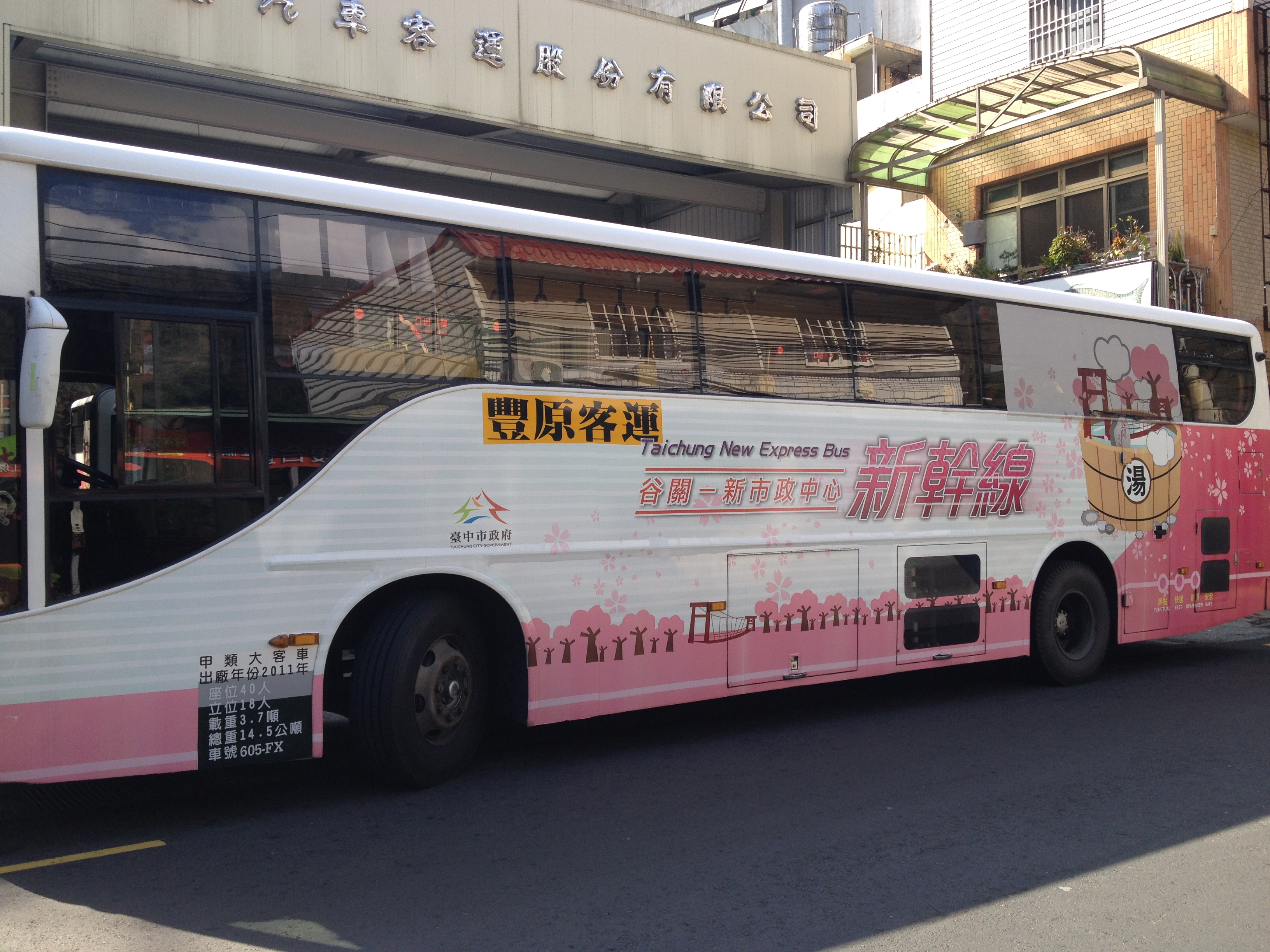
台中市公車153路車輛側車身圖樣